# Nikolaï Petrovitch Arkharov
Nikolaï Petrovitch Arkharov (en russe : Никола́й Петро́вич Арха́ров), né le 7 mai 1740, décédé en janvier 1814 près de Tambov.
Général et chef de la police russe, il fut gouverneur de Moscou (1782), gouverneur de Tver et de Novgorod (1785), gouverneur de Saint-Pétersbourg du 6 octobre 1791 à novembre 1796, gouverneur général de cette dernière date au 15 juin 1797.
Il fut le grand-père d'Andreï Kraïevsky.

## Biographie
Issu d'une famille noble. En 1754, Nikolaï Petrovitch Arkharov entra dans une unité de gardes, en 1756, il fut affecté au régiment de Preobrajensky, en 1761, il fut promu officier.
Après une mission remplie à Moscou en 1771, son ascension fut rapide. En effet la ville moscovite fut prise dans la tourmente d'une grande épidémie de peste bubonique qui engendra une mutinerie connue sous le nom de Peste Riot ou émeute de la peste du 26 septembre au 28 septembre 1771. Afin de rétablir l'ordre, le 26 septembre 1771 à la tête d'une Commission gouvernementale, le comte Grigori Orlov pénétra dans Moscou avec de nombreux médecins et quatre régiments de gardes. À cette occasion Nikolaï Petrovitch Arkharov démontra son dynamisme et sa compétence. Apparemment avec l'aide de Grigori Orlov, connaissance de Nikolaï Petrovitch Arkharov, ce dernier fut muté dans la police impériale russe au grade de colonel.
Entre 1773 et 1774, l'enquête menée par Nikolaï Petrovitch Arkharov sur l'affaire du chef de la rébellion cosaque Iemelian Pougatchev (1740-1775) fut couronné de succès. En 1775, il fut nommé chef de la police de Moscou. Dans cette ville, il se distingua comme l'un des meilleurs enquêteurs de son époque. Les policiers sous ses ordres furent appelés ironiquement akharovtsy. Au fil du temps ce surnom devint symbolique. Catherine II de Russie l'invita à Saint-Pétersbourg afin d'enquêter sur des vols graves perpétrés dans cette ville.
Le 28 juillet 1777, Nikolaï Petrovitch Arkharov fut promu au grade général de division, en 1779, il fut décoré de l'Ordre de Sainte-Anne (premier degré), en 1782, il lui fut confié le poste de gouverneur de Moscou. En 1785, Nikolaï Petrovitch Arkharov il fut nommé gouverneur général de Tver et de Novgorod. En 1790, il fut également directeur de l'eau et des communications fluviales, il contribua largement à la construction d'un canal dans sa région.
Entre 1795 et 1796, Nikolaï Petrovitch Arkharov occupa les fonctions de gouverneur de Saint-Pétersbourg. Lors de son accession au trône, (1796) Paul Ier de Russie lui décerna l'Ordre de Saint-Alexandre Nevski, il fut également promu général, en novembre 1796 second gouverneur général de Saint-Pétersbourg (le premier gouverneur fut le grand-duc Alexandre Pavlovitch futur Alexandre Ier de Russie).
Le 15 juin 1797, Nikolaï Petrovitch Arkharov fut limogé de son poste de gouverneur en second et exilé dans l'oblast de Tambov (sud-est de Moscou) avec l'interdiction de revenir à Moscou ou à Saint-Pétersbourg.

### Décès et inhumation
Nikolaï Petrovitch Arkharov décéda en janvier 1814 et fut inhumé dans son domaine de Rasskazovo près de la ville de Tambov.

## Distinctions
- Ordre de Sainte-Anne (premier degré)
- Ordre de Saint-Alexandre Nevski